# 鄭宇澄
鄭宇澄（英語：Cheng Yu Ching Natalie，1994年9月8日—），香港女演員，在2017年突然爆紅，因此被不少媒體冠上「連登女神」之名。2018年開始其演藝事業。此外，亦是香港有名的化妝師之一。

## 簡歷
網路爆紅前 — 2012年至2016年
鄭宇澄在2006年畢業於順德聯誼總會胡少渠紀念小學，後在2012年畢業於路德會呂祥光中學。同年9月入讀香港理工大學醫療及社會科學院。大學時期因外貌被指極像鄭家純而有「理大雞排妹」之稱，大學暑假時期亦曾在老人中心當實習社工。2016年，鄭宇澄畢業於香港理工大學醫療及社會科學院社工系。

網路爆紅 — 2017年
鄭宇澄參加香港理工大學活動的舊照片被網民上載到LIHKG討論區，因而在網上迅速竄紅，並被網民封為「香港千年一遇美女」、「國民仙女」。

 出演節目、廣告及單元劇 — 2018年至今
2018年3月，鄭宇澄憑著高人氣，以主持身份在ViuTV為世界盃而製作的節目《全港的》亮相。鄭宇澄出演不少廣告，包括花旗銀行「專業貸款服務：卡數結餘轉戶 - 貸醒了」、Kiehl's「花癒男孩」等，因外貌被指極像韓國女藝人惠晶而有「港版申惠晶」之稱。同年10月，鄭宇澄取代馬俊怡，被媒體冠上「電競女神」。同年11月，鄭宇澄為一間連鎖服裝公司擔任模特兒的宣傳照成網民熱話。因為該宣傳照在香港輕鐵塘坊村站取景拍照，但就將日本山手線站名及月台號碼等元素加入到照片之中，結果使這個已經推出了近半個月的宣傳照成為熱門話題。

2019年2月，有台灣網民以「笑容甜甜的」為題發表一篇文章，鄭宇澄的照片再引起討論。同年8月，鄭宇澄出演ViuTV單元劇—理想國 (電視劇)，劇中鄭宇澄同樣被指有「仙氣」。她飾演被網絡欺凌且墮樓梯身亡的角色，演技得到觀眾們肯定，為她的演員生涯取得重要突破。

## 趣聞
鄭宇澄與不少女藝人外貌相似，經常被指與其他女星「撞臉」，包括：
- 姚子羚 — 香港女星
- 橋本環奈 — 日本女星
- 香澄はるか — 日本AV女優
- 鄭家純 — 台灣/日本女星
- 蔡瑞雪 — 台灣/韓國女星
- 申惠晶 — 韓國女星
- Mai Chen — 越南模特兒(Mai Chen的Instagram帳戶：imtrang.97)

## 參與電視節目
2018年
- 《全港的》 - ViuTV

2019年
- 《理想國 (電視劇)》第10集 - ViuTV 飾 梁琦君（Yvonne）

## 廣告 / 代言
2018年
- 花旗銀行「專業貸款服務：卡數結餘轉戶 - 貸醒了」[10]

- Kiehl's「花癒男孩」
- 維他「冷泡 帶出原茶味」
- Union Hong Kong 「2018 秋冬精選新品」
- 羅技 「Logitech G PRO」[11]

2019年
- 鹿角巷
- 美心西餅 「韓國士多啤梨蛋糕系列」
- ZA 「Bye2-Shine 長效控油系列」「美白隔離乳霜EX」「空氣感無瑕粉餅」